# Kreuzschlepper (Reiterswiesen, Flurstraße 8)

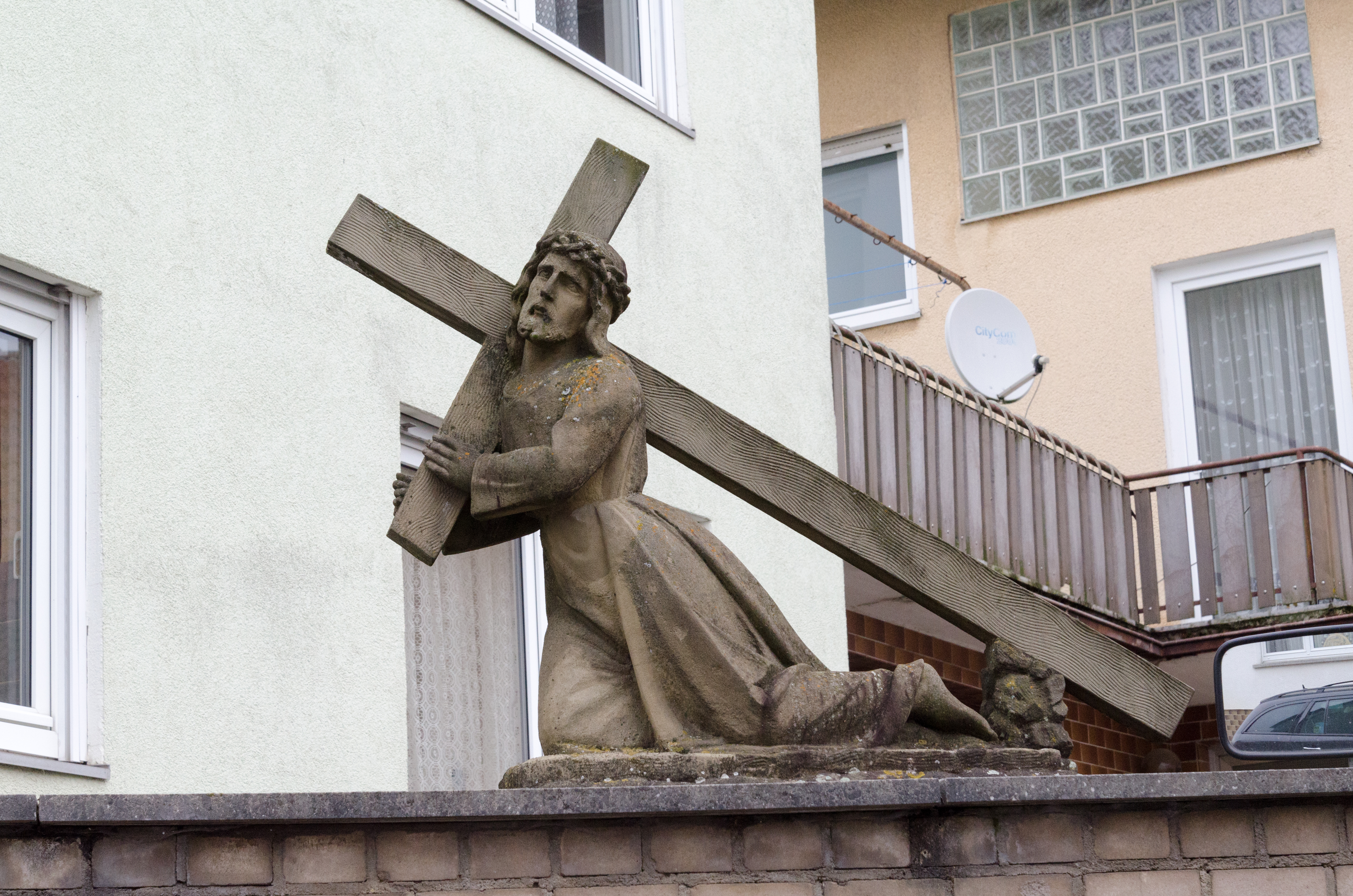
Kreuzschlepper, Reiterswiesen, Flurstraße 8

Der Kreuzschlepper in der Flurstraße 8 ist ein Flurdenkmal in Reiterswiesen, Bad Kissingen, der Großen Kreisstadt des unterfränkischen Landkreises Bad Kissingen. Er gehört zu den Bad Kissinger Baudenkmälern und ist unter der Nummer D-6-72-114-223 in der Bayerischen Denkmalliste registriert.

## Geschichte
Der auf einer Hofmauer stehende Kreuzschlepper besteht aus Sandstein und stammt aus dem Jahr 1872.
Die Freifigur ist 130 cm breit und 120 cm hoch. Die Rückseite des flachen Sockels trägt die eingemeißelte Jahreszahl "1872".
Die Rechnung für den Kreuzschlepper ist noch erhalten und informiert über Steinnmetz und Stifter:

„Unterm Heutigen zahlte mir Johann Adolf Kiesel 50 Gulden für einen gefertigten Kreuzschleppeer baar (sic!) und richtig. Worüber dankend bescheint Nüdlingen den 21.5.1873
Ferdinand Hümler Bildhauer“